# Benjamin Karl
Benjamin Karl (St. Pölten, Austrija, 16. listopada 1985.) je austrijski snowboarder. Na Olimpijadi u Vancouveru 2010., Karl je osvojio srebro u paralelnom veleslalomu a na Olimpijadi u Sočiju 2014. broncu u paralelnom slalomu.

## Olimpijske igre

### OI 2010. Vancouver
| Vancouver 2010. Finale - paralelni veleslalom | Vancouver 2010. Finale - paralelni veleslalom | Vancouver 2010. Finale - paralelni veleslalom |
| RANG                                          | Natjecatelj                                   |                                               |
| --------------------------------------------- | --------------------------------------------- | --------------------------------------------- |
|                                               | Jasey-Jay Anderson                            |                                               |
|                                               | Benjamin Karl                                 |                                               |
|                                               | Mathieu Bozzetto                              |                                               |

### OI 2014. Soči
| Soči 2014. Finale - paralelni slalom | Soči 2014. Finale - paralelni slalom | Soči 2014. Finale - paralelni slalom |
| RANG                                 | Natjecatelj                          |                                      |
| ------------------------------------ | ------------------------------------ | ------------------------------------ |
|                                      | Vic Wild                             |                                      |
|                                      | Žan Košir                            |                                      |
|                                      | Benjamin Karl                        |                                      |

## Vanjske poveznice
- Službena web stranica Benjamina Karla  Arhivirana inačica izvorne stranice od 19. ožujka 2015. (Wayback Machine)